# Liste der Biografien/Asu
Liste der Biografien |
Portal Biografien |
Personensuche
# |
A |
B |
C |
D |
E |
F |
G |
H |
I |
J |
K |
L |
M |
N |
O |
P |
Q |
R |
S |
T |
U |
V |
W |
X |
Y |
Z |
?
 
Aa |
Ab |
Ac |
Ad |
Ae |
Af |
Ag |
Ah |
Ai |
Aj |
Ak |
Al |
Am |
An |
Ao |
Ap |
Aq |
Ar |
As |
At |
Au |
Av |
Aw |
Ax |
Ay |
Az
 
Asa |
Asb |
Asc |
Asd |
Ase |
Asf |
Asg |
Ash |
Asi |
Asj |
Ask |
Asl |
Asm |
Asn |
Aso |
Asp |
Asq |
Asr |
Ass |
Ast |
Asu |
Asv |
Asw |
Asy |
Asz
Die Liste der Biografien führt alle Personen auf, die in der deutschsprachigen Wikipedia einen Artikel haben. Dieses ist eine Teilliste mit 25 Einträgen von Personen, deren Namen mit den Buchstaben „Asu“ beginnt.

## Asu
- Asu (* 1983), rumänischer Musikproduzent, Sänger und Songwriter

### Asua
- Asuaje de Rugeles, Ana Mercedes (1914–2012), venezolanische Komponistin und Musikpädagogin
- Asuamah-Kofoh, Seraphina (* 1999), deutsche Basketballspielerin
- Asuar, José Vicente (1933–2017), chilenischer Komponist

### Asuk
- Asuka (* 1981), japanische Wrestlerin
- Asuka, Rin (* 1991), japanische Schauspielerin
- Asukai Masatsune (1170–1221), japanischer Waka-Dichter
- Asukai, Masaari (1241–1301), japanischer Dichter und Tagebuchschreiber
- Asukata, Ichio (1915–1990), japanischer Rechtsanwalt und Politiker (SPJ)
- Asuke, Shō (* 1985), japanischer Fußballspieler

### Asul
- Asül, Django (* 1972), türkischstämmiger bayerischer Kabarettist

### Asum
- Asumang, Mo (* 1963), deutsche Fernsehmoderatorin, Filmregisseurin, Bestsellerautorin, Schauspielerin, Sängerin, Synchronsprecherin, Künstlerin und ProduzentinMo Asumang (* 1963)

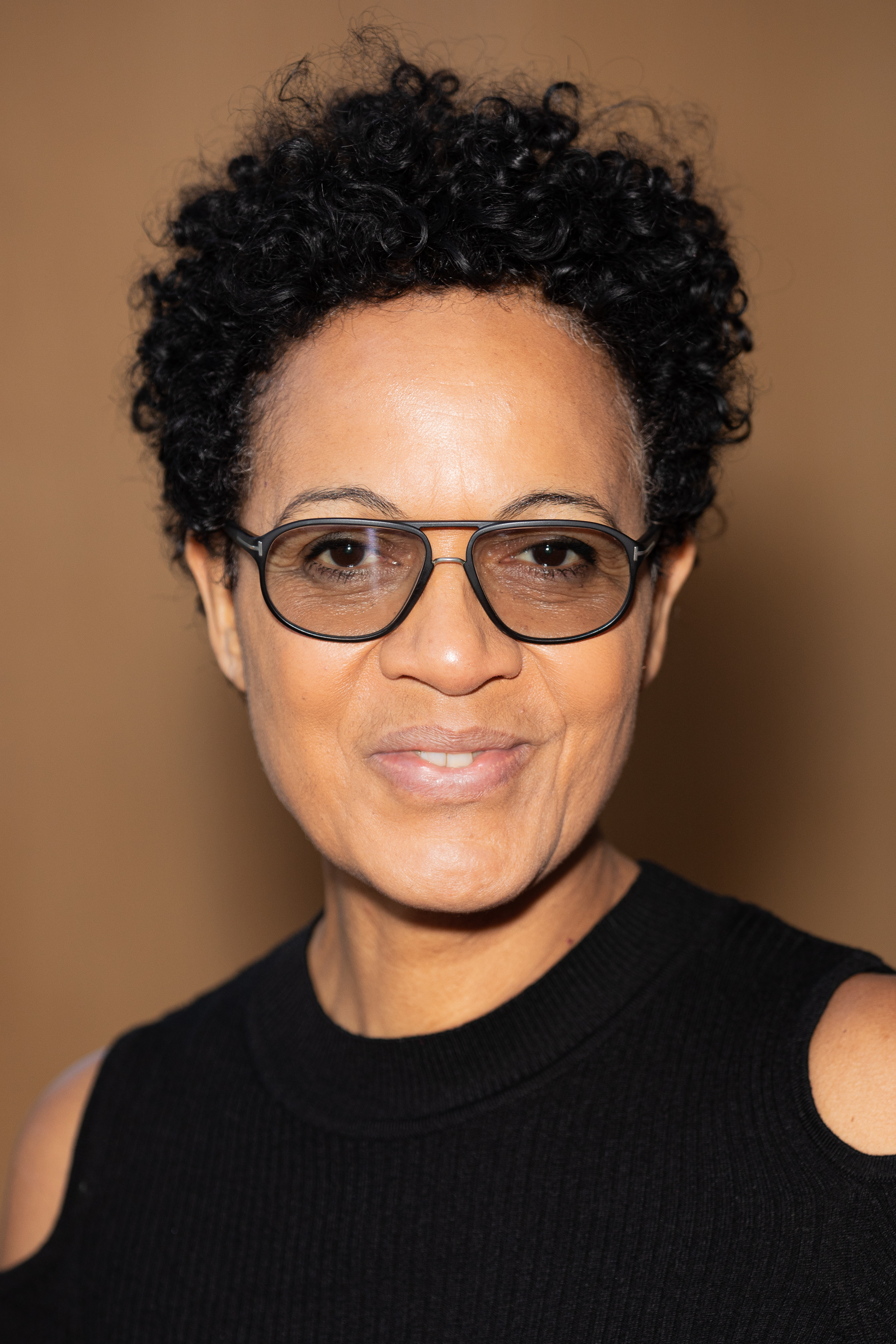
Mo Asumang (* 1963)

- Asumi, Kana (* 1983), japanische Synchronsprecherin (Seiyū)
- Asumnu, Gloria (* 1985), nigerianische Leichtathletin
- Asumowa, Irada (* 1958), aserbaidschanische Sportschützin
- Asumu, Bartolomé Esono (* 1963), äquatorialguineischer Leichtathlet

### Asun
- Asuncion, Kennevic (* 1980), philippinischer Badmintonspieler
- Asuncion, Kennie (* 1976), philippinische Badmintonspielerin
- Asúnsolo, Ignacio (1890–1965), mexikanischer Bildhauer

### Asur
- Asur, Manuel (* 1947), spanischer Lyriker
- Aşurbəyli, Sara (1906–2001), aserbaidschanische Historikerin und Malerin
- Asurmendi, Jesus (* 1945), römisch-katholischer französischer Theologe
- Asurmendi, Miguel (1940–2016), spanischer Ordensgeistlicher und römisch-katholischer Bischof

### Asut
- Aşut, Ayhan (* 1944), türkischer Fußballspieler
- Asutay-Effenberger, Neslihan (* 1959), türkische Byzantinische Kunsthistorikerin